# 曾咏韩
曾咏韩（常被称为，1960年—）是一位移民自香港的新西兰歌手，因为在美国动画剧集《南方公园》中出现而闻名。
曾咏韩出生于香港，约在20世纪90年代移居新西兰奥克兰，不久开始以歌唱作为兴趣，并在奥克兰附近的疗养院和医院为病人演唱。在马努考市议会的资助下，她发行了首张唱片，名为《〈孤星淚〉和〈歌剧魅影〉的音乐记忆》（Musical Memories of Les Miserables and The Phantom Of The Opera），曲目分别来自两部音乐剧《孤星淚》和《歌剧魅影》。其后更有自费出版唱片，主要翻唱西方歌曲。
2005年《南方公园》第九季第三集以曾咏韩的名字为标题，她亦作为特邀演员出现于该集。2007年8月21日，她在美国旧金山首次演出，2008年参与了音乐节的演出。